# Mil etter mil
Chansons représentant la Norvège au Concours Eurovision de la chanson
Casanova
(1977) Oliver
(1979)
Mil etter mil (en français, Kilomètre après kilomètre) est la chanson représentant la Norvège au Concours Eurovision de la chanson 1978. Elle est interprétée par Jahn Teigen.

## Melodi Grand Prix
La chanson est écrite par Kai Eide qui, par le biais de sa maison de disques, choisit de soumettre la chanson au Melodi Grand Prix 1978. Mil etter mil est l'une des huit chansons sélectionnées pour la finale par NRK le samedi 18 mars 1978. Elle est la dernière à être présentée sur scène, un jury de neuf professionnels la nomme vainqueur. Ainsi, la chanson remporte le concours national et devient la contribution de la Norvège au Concours Eurovision de la chanson 1978 à Paris le 22 avril 1978.

## Eurovision
La chanson est la deuxième de la soirée, suivant Born to Sing interprétée par Colm C.T. Wilkinson pour l'Irlande et précédant Questo amore interprétée par Ricchi e Poveri pour l'Italie.
À la fin des votes, elle n'obtient aucun point et finit dernière des vingt participants. C'est la cinquième fois que la Norvège termine à la dernière place, la deuxième sans aucun point.

## Postérité
Teigen n'aime pas l'arrangement jazz dominé par les cuivres de Carsten Klouman, le chef de l'orchestre au concours. Quand la chanson sort en single quelques semaines après la compétition, c'est dans une version rock avec plus de batterie et de guitares, quelques cordes et pas de cuivres. Cette version est enregistrée en norvégien et en anglais, avec des paroles originales en anglais de l'auteur-compositeur américain David Cooper. La version anglaise sort en single chez RCA Victor PB 9229, et la version norvégienne en single RCA Victor PB 9230.
Elle entre aussitôt dans la VG-lista. La chanson reste pendant 19 semaines complètes, dont cinq semaines consécutives à la première place.
Teigen enregistre également une version en yaourt russe pour l'album Brakara du groupe Prima Vera.